# Lisa Fittko
Lisa Fittko, nacida Elizabeth Eckstein, (23 de agosto de 1909 – 12 de marzo de 2005) fue una escritora y activista por el rescate del Holocausto, que ayudó a muchas personas a escapar de la Francia ocupada por los nazis durante la Segunda Guerra Mundial. Fittko fue autora de dos memorias sobre la Europa en tiempos de guerra. También es conocida por ayudar al filósofo y crítico alemán Walter Benjamin a salir de Francia para escapar de los nazis en 1940.

## Biografía
Lisa Fittko nació en una familia judía internacional (Simon, Ekstein) en 1909 en Úzhhorod, condado de Ung, Reino de Hungría . Su numerosa familia participó activamente en muchas esferas de la vida cultural y económica del Imperio austrohúngaro . Una rama de su familia participó activamente en el movimiento nacional checo, otras fueron destacados industriales y mecenas de las artes. Johann Strauss II, el "rey del vals", era su cuñado. Creció en compañía de su tía Malva Schalek.[cita requerida]
Después de que su familia se mudó a Berlín, fue testigo del ascenso de los nazis al poder y se involucró en la política antifascista. Trabajó como luchadora de la resistencia clandestina en Berlín, Praga (donde conoció a su marido y camarada Hans Fittko ), Zurich, Ámsterdam, París, Marsella y, finalmente, en los Pirineos, donde de 1940 a 1941 escoltó a refugiados a España. En Banyuls-sur-mer, el alcalde socialista, Azéma, le pidió que ayudara a los emigrados a cruzar la frontera y a crear una red de información para que "el nuevo camino fuera conocido por los que vinieron después".  Fittko era una emigrada que quería llegar a Portugal para poder tomar un barco y escapar a los EE. UU., pero permaneció en Banyuls-sur-mer para participar en el "proyecto fronterizo" de Varian Fry  (Comité de Rescate de Emergencia) y ayudar a muchos otros. Su ruta se convirtió en la "nueva ruta" y la alternativa a la ruta costera controlada por los fascistas desde Cerbère a Portbou. Esta misma ruta se llamó Ruta Lister en 1939 (llamada así por el general republicano español que dirigió a sus tropas fuera de España al final de la Guerra Civil Española) y luego, en 1940, Fry la acuñó como Ruta F. 
Quizás el refugiado más conocido al que pudo ayudar fue Walter Benjamin, que llegó a Portbou, España, el 25 de septiembre de 1940. Llevó a Benjamín a España siguiendo instrucciones verbales y un pequeño dibujo del recorrido que le había trazado el alcalde Azéma. Este fue el primero de sus muchos paseos por los Pirineos. Benjamin fue encontrado muerto en el pequeño hotel de la ciudad fronteriza de Port-Bou, a donde habían llegado la mañana después de que la policía española amenazara con devolver al pequeño grupo de emigrantes con el que se encontraba a la Francia ocupada. Después de la muerte de Benjamin, al resto de su grupo se le permitió continuar. Según Fittko, Benjamin llevaba consigo un pesado maletín que, según él, era más importante que su vida. Esta historia no fue confirmada por otros relatos, lo que generó cierta controversia. Autoridades como Chimen Abramsky, quien fue uno de los primeros en escuchar la historia y de la propia Fittko, dan credibilidad al relato de Fittko.  En los registros policiales españoles se menciona un maletín, pero en su contenido sólo se mencionan "periódicos y otros periódicos de contenido sin importancia".  Las especulaciones sobre su contenido han sido objeto de artículos académicos y obras artísticas inspiradas en la historia de Benjamin y el relato de Lisa Fittko en sus libros.[cita requerida]
Con su marido Hans escapó a Cuba y de allí entró a Estados Unidos. Alcanzó el reconocimiento internacional más de cuarenta años después a través de sus dos memorias ampliamente traducidas, en las que describe sus acciones.
Murió en Chicago a la edad de 95 años el 12 de marzo de 2005.

## Trabajos seleccionados
- Lisa Fittko, Escape a través de los Pirineos, Northwestern University Press, ISBN 0-8101-1803-3.
- Lisa Fittko, Solidaridad y traición: resistencia y exilio, 1933-1940, traducido por Roselyn Theobald en colaboración con el autor Evanston, Illinois, Northwestern University Press, 1993.